# Дэйси, Остин
Остин Дэйси (англ. Austin Warren Dacey, род. 19 апреля 1972) — американский философ, писатель и правозащитник, чьи работы касаются секуляризма, религии, свободы выражения мнений и свободы совести. Он является автором книги «Секулярная совесть: почему вера принадлежит общественной жизни», «Будущее богохульства: разговор о священном в эпоху прав человека» и статьи в New York Times 2006 года под названием «Верить в сомнении», в которой критиковалась этические взгляды Папы Бенедикта XVI. Остин является представителем Международного гуманистического и этического союза при Организации Объединённых Наций, а также создателем и директором музыкального форума The Impossible Music Sessions.

## Жизнь и карьера
Дэйси вырос в сельской местности Среднего Запада в семье либеральных католиков. Его отец Филип Дэйси — поэт. Будучи подростком, Дэйси стал протестантом-евангелистом, играя в христианской альтернативной рок-группе The Swoon, которая в 1990 году выпустила мини-альбом, спродюсированный Чарли Пикоком. Изучая музыку и философию в колледже Эвергрин в Олимпии, штат Вашингтон, Дэйси потерял свою религию, объяснив позже, что «Бог перестал отвечать на мои призывы». Он изучал прикладную этику и социальную философию в университете Боулинг-Грин в Боулинг-Грин, штат Огайо, и в 2002 году получил докторскую степень. В 2005 году он обсуждал с христианским философом Уильямом Лейном Крейгом существование Бога.
Начиная с 1999 года Дэйси работал в Центре исследований (CFI), аналитическом центре, который стремится «способствовать созданию светского общества, основанного на науке, разуме, свободе исследований и гуманистических ценностях». Он открыл филиал CFI в Нью-Йорке, а позже работал представителем организации в ООН. В 2009 году Дэйси покинул CFI и опубликовал критику секулярного движения. В 2010 году он создал The Impossible Music Sessions, форум в Нью-Йорке для подвергающихся цензуре и преследованию музыкантов. Он преподавал этику в Политехническом институте Нью-Йоркского университета.

## Секуляризм
Дэйси защищает форму секуляризма, подчёркивая ценности «индивидуальной автономии, равных прав и свободы совести». Служба новостей религии назвала его членом Атеизма 3.0, но это звание он оспаривает. Он утверждает, что секуляризм не является атеистическим, но вместо этого он встаёт «перед Богом». Некоторые аспекты позиции Дэйси были поддержаны такими религиозными мыслителями, как Ричард Джон Нейхаус, Эндрю Салливан и раввин Марк Геллман, а также светскими деятелями, такими как Сэм Харрис, Сьюзан Джейкоби, Ибн Варрак и Питер Сингер.

### Теория совести
В книге «Секулярная совесть» Дэйси утверждает, что современный светский либерализм «потерял свою душу» из-за заблуждений, которые он называет «заблуждением конфиденциальности» и «заблуждением свободы». Заблуждение конфиденциальности заключается в том, что «поскольку вопросы совести являются частными в смысле неправительственных, они являются частными и в смысле личных предпочтений». Заблуждение свободы заключается в том, что «поскольку совесть должна быть свободна от принуждения, её моральные выводы также должны быть свободны от общественной критики». Такое запутанное мышление, по мнению Дэйси, приводит к «выводу о том, что спорные религиозные и моральные утверждения не поддаются оценке разумом, истиной и объективными стандартами добра и зла, и поэтому их следует исключить из публичных дискуссий».
Вместо «неприкосновенности совести» Дэйси защищает модель «открытости совести», сравнивая совесть со свободной прессой. Её необходимо защитить от принуждения, чтобы она могла свободно играть важную роль в общественной сфере и свободно следовать своим собственным объективным стандартам. Причины совести по своей природе являются общими, а не субъективными. Дэйси использует библейскую историю Авраама и Исаака, чтобы проиллюстрировать тезис о том, что «любой акт веры зависит от предшествующего акта совести».

### Политика совести
Исключив совесть из публичных дебатов, светские либералы надеялись помешать верующим привнести сектантские убеждения в политику. Вместо этого «приказ о затыкании рта» не позволил светским либералам подвергать религиозные претензии «должному общественному контролю» и продвигать свои собственные взгляды в строго моральных терминах, предоставляя «монополию на язык этики и ценностей» религиозным деятелям правого и левого крыла. Дэйси считает, что утверждения совести, включая религиозные утверждения, не могут быть исключены из публичных дебатов, но они могут и должны соответствовать тем же критическим стандартам разговора, что и любой серьёзный вклад в публичные дебаты.
Выступая за разделение религии и государства, Дэйси предположил, что политические институты должны быть спроектированы так, чтобы защищать свободу совести, а не религию как таковую. В статье «Против религиозной свободы», опубликованной в журнале Dissent в 2010 году в соавторстве с Колином Копроске, он утверждает, что религиозную свободу следует рассматривать как «одно из проявлений более фундаментальных прав, которыми обладают все люди, как религиозные, так и светские: частная собственность, личная автономия, свобода выражения мнений, свобода объединений и, возможно, самое главное, свобода совести».

### Секуляризм и ислам
Критикуя неспособность некоторых левых на Западе поддержать светские либеральные силы в арабском и мусульманском мире, Дэйси подчеркнул важность религиозных обоснований секуляризма. Он сравнил религиозные меньшинства в странах с мусульманским большинством с диссидентскими протестантскими сектами, такими как анабаптисты, которые выдвинули богословские аргументы в пользу терпимости и разделения церкви и государства в Европе раннего Нового времени.
Дэйси был ведущим организатором Светско-исламского саммита в марте 2007 года, который газета Wall Street Journal назвала «знаковым событием». На конференции была принята Сент-Питерсбергская декларация, заявление о принципах, одобренное, среди прочих, Миталом аль-Алуси, Айаан Хирси Али и Шахриаром Кабиром. В обзоре «Секулярной совести» для «Ашарк аль-Аусат» Амир Тахери написал: «Сделать эту книгу доступной на арабском, персидском, турецком и других языках мусульманских стран было бы огромной услугой».

## Права человека
Как представитель организаций гражданского общества в ООН, Дэйси участвовал в лоббировании в Совете по правам человека в Женеве с целью противодействовать попыткам некоторых государств-членов ослабить международные стандарты свободы выражения мнений из «уважения к религиям и убеждениям». «Конечная цель этих усилий — не защитить чувства мусульман, — прокомментировал Дэйси, — а защитить нелиберальные исламские государства от обвинений в нарушении прав человека и заставить замолчать голоса внутренних диссидентов, призывающих к более светскому правительству и свободе».
Защищая всеобщее право человека на богохульство, Дэйси подчеркнул, что это вопрос свободы совести в такой же степени, как и просто свободы слова. В книге «Будущее богохульства» (англ. The Future of Blasphemy) Дэйси утверждает, что дебаты в международном сообществе по поводу религиозно оскорбительных высказываний следует понимать как «споры о том, что считать священным», в которых неверующие и неортодоксальные верующие оставляют за собой право совести выражать свои взгляды.
В сентябре 2008 года Дэйси стал соавтором доклада CFI «Ислам и права человека: защита универсальности в Организации Объединённых Наций», в котором эти усилия рассматриваются в контексте кампании межправительственной Организации Исламская конференция по пропаганде культурно специфичных «исламских прав человека».
Дэйси также является автором позиционного документа CFI, в котором обвиняет Альянс цивилизаций ООН в игнорировании светских перспектив и увековечивании «проблемного разделения социального мира по религии», в котором часто обвиняют тезис о «столкновении цивилизаций». Существует «столкновение ценностей», но оно происходит «внутри обществ и культур, а не только между ними».

## Свобода музыки
В марте 2010 года Дэйси запустил The Impossible Music Sessions, форум в Бруклине, на котором представлены «артисты, которые не могут выступать, и музыка, которую они не могут создавать свободно». Избранные артисты присоединяются через Интернет или по телефону, поскольку коллега, с которым они заранее взаимодействовали, исполняет живую интерпретацию их музыки. Марк Левайн написал в Huffington Post, что первая Impossible Music Session «войдёт в анналы истории рока». Сессии проводятся в сотрудничестве с Freemuse: Всемирным форумом по музыке и цензуре.
В интервью Дэйси прокомментировал: «По иронии судьбы, в эпоху Интернета живые выступления стали ещё более важными. Что расстраивает эти группы, так это то, что, хотя они могут записывать на свой Macbook в своём подвале и делиться музыкой со своими друзьями, правительством и другими влиятельными силами в обществе, они контролируют общественные места… есть что-то волшебное в том, чтобы стоять перед людьми и играть».
С 2010 года Сессии способствуют сотрудничеству между музыкантами Северной Америки и музыкантами Ирана, Гвинеи-Бисау, Камеруна и Кубы. Дэйси рассказал Wall Street Journal, что цель состоит в «перекрёстном опылении в музыкальном плане» и «разрыве изоляции».

## Наука и культура
С самого начала своей работы в Центре исследований Дэйси интересовался культурными последствиями науки. В 2004 году он утверждал в Skeptical Inquirer, что «наука делает нас более невежественными», разрушая общепринятые культурные представления о себе, смысле и морали, не заменяя их последовательными альтернативами. В колонке Skeptical Inquirer Дэйси исследует значение «культуры науки» в исламском, китайском и индийском культурном контексте.
Дэйси ввёл термин «аккомодационизм», чтобы описать тех, «кто либо не признаёт конфликтов между религией и наукой, либо признаёт такие конфликты, но не склонен обсуждать их публично», использование термина было принято в дебатах блогосферы о креационизме и новом атеизме.
Сочувствующий критик организованного трансгуманизма, Дэйси является сторонником выращивания мяса как этической альтернативы использованию животных в качестве мяса.

## Критика
В статье 2004 года для журнала Free Inquiry «Атеизм не является проблемой гражданских прав» Дэйси и соавтор DJ Гроте раскритиковали сравнения между атеистическими проблемами в Соединённых Штатах и проблемами гражданских прав и прав ЛГБТ, заключив, что атеистам «нужна кампания по информированию общественности, а не освободительное движение». Статья подверглась нападкам со стороны гуманистов и блоггера-атеиста П. З. Майерса.
Светско-исламский саммит подвергся критике со стороны представителей Совета по американо-исламским отношениям как организованный немусульманами и «неоконсерваторами», не имеющими авторитета в исламе.
The Guardian сравнила Дэйси с британским консервативным автором Мелани Филлипс и связала его с идеей о том, что «наша цивилизация зависит от свободы публикации расистских карикатур».
Газета «Нью-Йорк Таймс» подвергла сомнению, правильно ли Дэйси охарактеризовал светский либерализм, и заметила, что многие люди «откажутся от его призыва о том, чтобы либерализм поставил «глобальное сопротивление теократическому исламу в центр своей повестки дня», во многом так же, как либералы поколения времён холодной войны когда-то мобилизовались вокруг антикоммунизма.